# Лужский округ
Лужский округ — административно-территориальная единица Ленинградской области, существовавшая в 1927—1930 годах. Административный центр — город Луга.
Лужский округ был образован в 1 августа 1927 года в составе вновь образованной Ленинградской области. В состав округа вошла территория упразднённого Лужского уезда Ленинградской губернии, а также большая часть Гдовского уезда.
30 июля 1930 года Лужский округ, как и большинство остальных округов СССР, был упразднён. Его районы отошли в прямое подчинение Ленинградской области.

## Административное деление
Округ был разделён на 11 районов, образованных из сельсоветов упраздненных уездов.
- Батецкий (из части Городенской волости (8 сельсоветов) и Передольской волости (5 сельсоветов) Лужского уезда; части Самокражской волости Новгородского уезда (4 сельсовета))
- Гдовский,
- Лужский (53 сельсовета Лужского уезда; 2 сельсовета Троцкого уезда)
- Лядский (из Лосицкой, части Заянской, Тупицынской волостей Гдовского уезда; части Бельско-Сяберской волости Лужского уезда. Всего 32 сельсовета)
- Оредежский (из Бутковской волости Лужского уезда (9 сельсоветов); части Глебовской волости Троцкого уезда (5 сельсоветов); части Тёсовской волости Новгородского уезда (9 сельсоветов))
- Осьминский,
- Плюсский,
- Полновский (21 сельсовет)
- Рудненский (25 сельсоветов)
- Струго-Красненский
- Уторгошский (из Уторгошской волости 26 сельсоветов, из Михайловской волости 13 сельсоветов Лужского уезда)

По данным на 1929 год в округе существовал 1 национальный сельсовет: в Лядском районе — Ломовский эстонский.